# Arrigo Serpieri
Arrigo Serpieri (Bologne, 15 juin 1877 - Florence, 29 janvier 1960) est un économiste, homme politique et agronome italien.

## Biographie
Arrigo Serpieri était un spécialiste de l'économie agricole, sous-secrétaire du ministère de l'Agriculture pendant la période fasciste en Italie.
Il a été aussi président de l'accademia dei Georgofili, sénateur en 1939, et recteur de l'université de Florence (1937-1942).